# ГМ-93/94

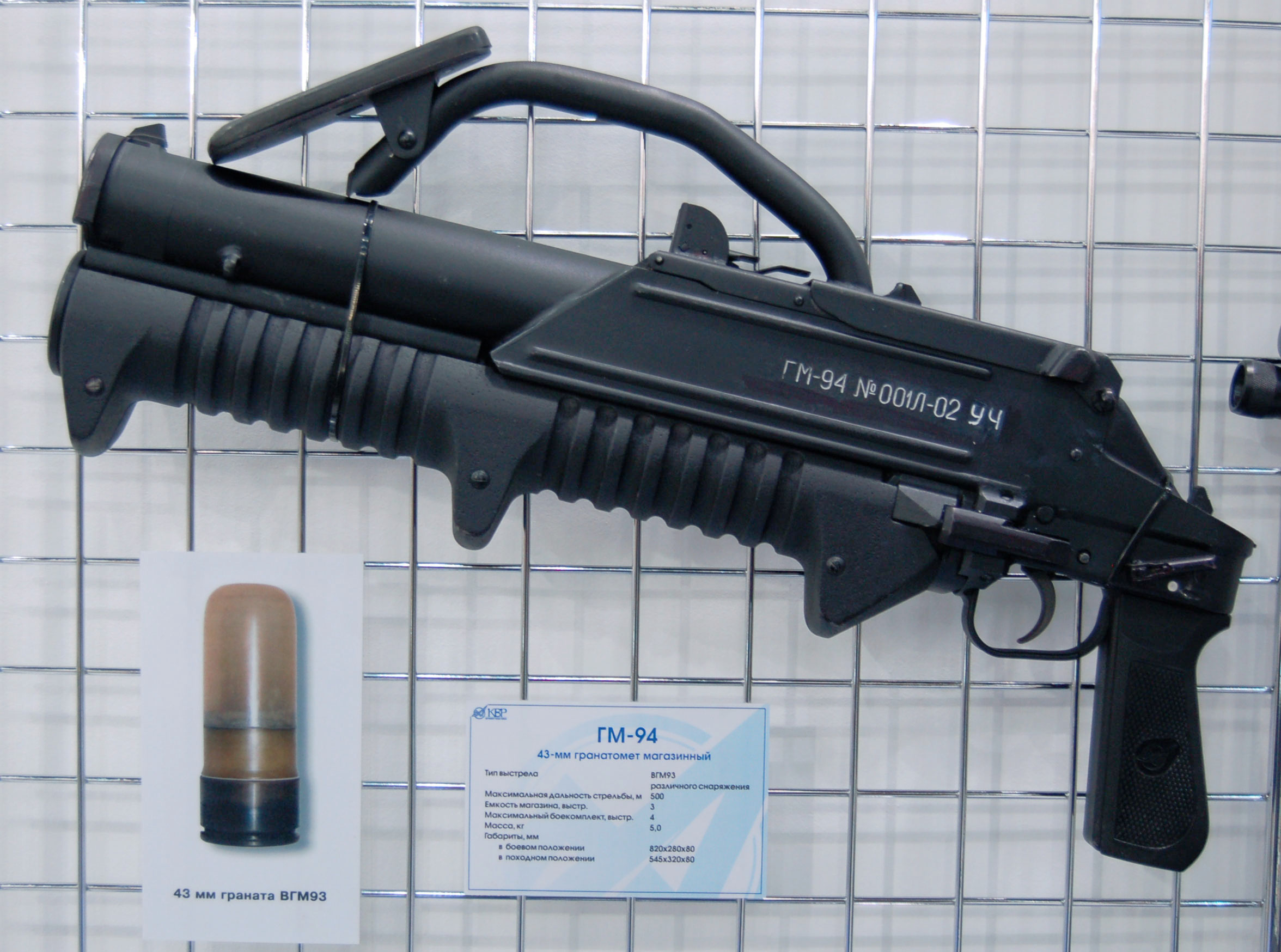
Ручной гранатомёт ГМ-94

ГМ-93/94 (гранатомёт магазинный) — российский помповый гранатомёт с подвижным стволом.

## Описание
Ручной многозарядный гранатомёт ГМ-94 был разработан в Тульском КБ Приборостроения в начале 1990-х годов. Основным назначением нового оружия стало обеспечение огневой поддержки пехоты в условиях ближнего боя, особенно в городе, а также проведение милицейских спецопераций, предназначен для поражения живой силы в условиях городской застройки, подвалах, фортификационных сооружениях, складках местности и в горах; поражения легкобронированной техники; создания дымовых завес и очагов пожаров. Специально для ГМ-94 был разработан целый ряд 43-мм унитарных выстрелов, включающих фугасные безосколочные гранаты, гранаты со слезоточивым газом, и выстрелы с резиновой «пулей». Особый интерес представляют фугасные боеприпасы, имеющие термобарическое снаряжение с высокой удельной массой взрывчатого вещества к массе выстрела. Это достигнуто благодаря использованию пластикового корпуса гранаты. Такое необычное решение принято для обеспечения безопасного применения гранатомёта на минимальных дальностях, исключающее поражение стрелка осколками его же собственной гранаты. Зона поражения живой силы противника фугасным эффектом (ударная волна, высокая температура) термобарического заряда имеет радиус до 3 метров, а минимальная (условно) безопасная дистанция стрельбы составляет всего 5 метров. Масса термобарической (фугасной) гранаты ВГМ-93 составляет около 250 г, из них 160 г приходятся на заряд ВВ. Начальная скорость гранаты около 85 м/с.
Был разработан для вооружения спецподразделений МВД.

## Устройство
По устройству гранатомёт представляет собой магазинное оружие с помповым перезаряжанием при помощи подвижного вперёд-назад ствола. Трубчатый магазин, вмещающий три гранаты, расположен над стволом. Для его дозарядки на верхней поверхности ствольной коробки выполнено зарядное окно, прикрытое откидной крышкой. Зеркало затвора неподвижно, сцепление подвижного вперёд ствола с затвором обеспечивается двумя зацепами по бокам казённой части ствола. Выброс стреляных гильз осуществляется вниз. Ударно-спусковой механизм самовзводный. С левой стороны ствольной коробки расположен флажковый предохранитель. Сложенный плечевой упор служит рукояткой для переноски гранатомёта. Приклад может быть металлическим, складным вверх, либо фиксированным скелетной конструкции, выполненным из пластика.
Для стрельбы из ГМ-93/94 используются следующие типы гранат: фугасная, термобарическая, кумулятивная, осколочная, осветительная, газовая, сигнальная, маркерная с резиновым элементом, учебная

## Боевое применение
- 14 октября 2005 года во время боя в Нальчике, Кабардино-Балкарская Республика, при отражении атаки террористов[2]
- 16 января 2013 года во время захвата явки террористов расположенной в одной из квартир многоэтажки города Тырныауз, Кабардино-Балкарская Республика
- В 2014 году, в ходе аннексии Крыма, ГМ-94 был замечен у сотрудников российских сил специальных операций переодетых в гражданскую одежду[2][3].
- 10-11 августа 2020 года ГМ-94 белорусского спецподразделения «Алмаз» использовался в Минске для стрельбы светошумовыми гранатами и резиновыми пулями по протестующим[4].
- 30 марта 2021 года ГМ-94 был использован специальными подразделениями Росгвардии для обстрела термобарическими гранатами дома торговца оружием Владимира Барданова после 7-часовой осады[5].
- В 2022 году гранатомёт использовался в ходе российского нападения на Украину. Некоторое количество ГМ-94 было захвачено украинской стороной у чеченского спецназа[2].

## ТТХ
- Калибр, мм: 43
- Масса не снаряж. гранатомёта, кг: 5,0
- Ёмкость магазина, выстрелов: 3—4
- Начальная скорость гранаты, м/с: 100
- Прицельная дальность стрельбы, м: 75, 150, 300
- Максимальная дальность стрельбы, м: 600

Кумулятивная граната ГК-94 на расстоянии в 400 метров пробивает гомогенную броню толщиной 200 мм.